# Liste der Bodendenkmäler in Faulbach
Auf dieser Seite sind die Bodendenkmäler in der unterfränkischen Gemeinde Faulbach zusammengestellt. Diese Tabelle ist eine Teilliste der Liste der Bodendenkmäler in Bayern. Grundlage ist die Bayerische Denkmalliste, die auf Basis des Bayerischen Denkmalschutzgesetzes vom 1. Oktober 1973 erstmals erstellt wurde und seither durch das Bayerische Landesamt für Denkmalpflege geführt wird. Die folgenden Angaben ersetzen nicht die rechtsverbindliche Auskunft der Denkmalschutzbehörde.

## Bodendenkmäler in Faulbach
| Lage                      | Objekt | Akten-Nr.     | Bild |
| ------------------------- | --- | ------------- | ---- |
| Dorfstraße 10 (Standort)  | Archäologische Befunde im Bereich der frühneuzeitlichen Friedhofskapelle Mater Dolorosa in Breitenbrunn sowie Körperbestattungen.                                        | D-6-6122-0029 |      |
| Hauptstraße 41 (Standort) | Archäologische Befunde im Bereich der neuzeitlichen alten katholischen Pfarrkirche Mariä Verkündigung und St. Elisabeth von Faulbach mit mittelalterlichem Vorgängerbau. | D-6-6222-0027 |      |
| (Standort)                | Siedlung der Metallzeiten. | D-6-6222-0028 |      |